# Salvador Hernández
Salvador Hernández Pérez (* 31. července 1961) je bývalý mexický zápasník – judista.

## Sportovní kariéra
Připravoval se v Ciudad de México v univerzitním klubu UNAM a na kalifornských univerzitách ve Spojených státech (SJSU apod.). V mexické mužské reprezentaci nahradil v roce 1986 na pozici reprezentační jedničky v superlehké váze do 60 kg Rafaela Gonzáleze. V roce 1988 startoval na olympijských hrách v Soulu, kde prohrál ve druhé kole na ippon s Japoncem Šindži Hosokawou. Sportovní kariéru ukončil v roce 1992 po nevydařené kvalifikaci na olympijské hry v Barceloně. Věnuje se trenérské práci v Ciudad de México.

## Výsledky
| Turnaj                  | 1982            | 1983            | 1984            | 1985            | 1986            | 1987            | 1988            | 1989            | 1990            | 1991            | 1992            |
| Turnaj                  | 21              | 22              | 23              | 24              | 25              | 26              | 27              | 28              | 29              | 30              | 31              |
| Turnaj                  | superlehká váha | superlehká váha | superlehká váha | superlehká váha | superlehká váha | superlehká váha | superlehká váha | superlehká váha | superlehká váha | superlehká váha | superlehká váha |
| ----------------------- | --------------- | --------------- | --------------- | --------------- | --------------- | --------------- | --------------- | --------------- | --------------- | --------------- | --------------- |
| Olympijské hry          |                 |                 | —               |                 |                 |                 | úč.             |                 |                 |                 | —               |
| Mistrovství světa       |                 | —               |                 | —               |                 | úč.             |                 | úč.             |                 | —               |                 |
| Panamerické hry         |                 | —               |                 |                 |                 | —               |                 |                 |                 | ?               |                 |
| Panamerické mistrovství | ?               |                 | —               | úč.             | 3.              |                 | ?               |                 | 5.              |                 | 3.              |
| Středoamerické a k. hry | 3.              |                 |                 |                 | 2.              |                 |                 |                 | ?               |                 |                 |